# Tom Bergeron
Thomas Raymond Bergeron, född 6 maj 1955 i Haverhill, Massachusetts, är en amerikansk TV-profil och programledare. Bergeron är mest känd som programledare för America's Funniest Home Videos.

## Filmografi
- 1994 – Breakfast Time (1 avsnitt)
- 1996 – Fox After Breakfast (1 avsnitt)
- 2002 – The 4th Annual Family Television Awards
- 2005 – Dancing with the Stars